# Cirfontaines-en-Azois
Cirfontaines-en-Azois är en kommun i departementet Haute-Marne i regionen Grand Est (tidigare regionen Champagne-Ardenne) i nordöstra Frankrike. Kommunen ligger i kantonen Châteauvillain som tillhör arrondissementet Chaumont. År 2022 hade Cirfontaines-en-Azois 183 invånare.

## Befolkningsutveckling
Antalet invånare i kommunen Cirfontaines-en-Azois
| Referens: INSEE |